# Shell Energy Stadium
El Shell Energy Stadium (anteriormente llamado BBVA Compass Stadium, BBVA Stadium y PNC Stadium) es un estadio multipropósito ubicado en la ciudad de Houston, Texas en los Estados Unidos. Es la sede del Houston Dynamo de la Major League Soccer y del Houston Dash de la National Women's Soccer League. El estadio fue inaugurado el 12 de mayo de 2012 y tiene capacidad para 22 039 espectadores.

## Otros usos
A principios de octubre se anunció que la Federación de Fútbol de Guyana había vendido los derechos del partido clasificatorio a la Copa Mundial de Fútbol 2014 de la selección de ese país ante México como local a un promotor, llevando de esta manera el partido al PNC Stadium, entonces llamado BBVA Compass Stadium, en Houston. Este partido será el primer partido de eliminatorias que se juegue en este estadio.

## Copa de Oro de la Concacaf 2015
| Fecha               | Fase         | Equipo     | Resultado             | Resultado | Resultado              | Equipo      | Espectadores |
| ------------------- | ------------ | ---------- | --------------------- | --------- | ---------------------- | ----------- | ------------ |
| 11 de julio de 2015 | Primera fase | Jamaica    | Bandera de Jamaica    | 1-0       | Bandera de Canadá      | Canadá      | 44 008       |
| 8 de julio de 2015  | Primera fase | Costa Rica | Bandera de Costa Rica | 1-1       | Bandera de El Salvador | El Salvador | 33 284       |

## Copa de Oro de la Concacaf 2017
| Fecha               | Fase           | Equipo     | Resultado             | Resultado | Resultado                   | Equipo          | Espectadores |
| ------------------- | -------------- | ---------- | --------------------- | --------- | --------------------------- | --------------- | ------------ |
| 11 de julio de 2017 | Fase de grupos | Costa Rica | Bandera de Costa Rica | 1-1       | Bandera de Canadá           | Canadá          | 12 019       |
| 11 de julio de 2017 | Fase de grupos | Honduras   | Bandera de Honduras   | 3-0       | Bandera de Guayana Francesa | Guyana Francesa | 12 019       |

## Copa de Oro de la Concacaf 2021
| Fecha               | Fase           | Equipo   | Resultado           | Resultado | Resultado                      | Equipo    | Espectadores |
| ------------------- | -------------- | -------- | ------------------- | --------- | ------------------------------ | --------- | ------------ |
| 20 de julio de 2021 | Fase de grupos | Surinam  | Bandera de Surinam  | 2-1       | Bandera de Guadalupe (Francia) | Guadalupe | 10 625       |
| 13 de julio de 2021 | Fase de grupos | Catar    | Bandera de Catar    | 3-3       | Bandera de Panamá              | Panamá    | 10 625       |
| 13 de julio de 2021 | Fase de grupos | Honduras | Bandera de Honduras | 4-0       | Bandera de Granada             | Granada   | 10 625       |
| 17 de julio de 2021 | Fase de grupos | Granada  | Bandera de Granada  | 0-4       | Bandera de Catar               | Catar     | 7173         |
| 17 de julio de 2021 | Fase de grupos | Panamá   | Bandera de Panamá   | 2-3       | Bandera de Honduras            | Honduras  | 3508         |
| 20 de julio de 2021 | Fase de grupos | Honduras | Bandera de Honduras | 0-2       | Bandera de Catar               | Catar     | 12 630       |

## Copa de Oro de la Concacaf 2023
| Fecha              | Fase           | Equipo    | Resultado            | Resultado | Resultado                      | Equipo      | Espectadores |
| ------------------ | -------------- | --------- | -------------------- | --------- | ------------------------------ | ----------- | ------------ |
| 4 de junio de 2023 | Fase de grupos | Panamá    | Bandera de Panamá    | 2-2       | Bandera de El Salvador         | El Salvador | 20 002       |
| 1 de julio de 2023 | Fase de grupos | Cuba      | Bandera de Cuba      | 1-4       | Bandera de Guadalupe (Francia) | Guadalupe   | 19 776       |
| 1 de julio de 2023 | Fase de grupos | Guatemala | Bandera de Guatemala | 0-0       | Bandera de Canadá              | Canadá      | 19 776       |
| 4 de julio de 2023 | Fase de grupos | Canadá    | Bandera de Canadá    | 4-2       | Bandera de Cuba                | Cuba        | 20 002       |